# Leptotarsus bulburinensis
Leptotarsus bulburinensis är en tvåvingeart som beskrevs av Nikolas Vladimir Dobrotworsky 1974. Leptotarsus bulburinensis ingår i släktet Leptotarsus och familjen storharkrankar. Inga underarter finns listade i Catalogue of Life.